# Минц, Израиль Борисович

Израиль Минц (1973, фото перед отъездом из СССР)

Израиль Борисович Минц (1900, Ромны — 1989, Тель-Авив) — российский и израильский общественный деятель и переводчик.
В молодости жил в Бессарабии, где в 1919 года стал секретарём местного отделения основанного И. Трумпельдором сионистского движения Хехалуц. Затем перебрался в Смоленск, а позднее в Минск, к 1923 года был секретарём движения в Белоруссии. Дважды арестовывался советской властью, после второго ареста в 1923 году был выслан из СССР (по делам 1920-х годах реабилитирован Прокуратурой Республики Беларусь в 1992 году, прокуратурой Смоленской области в 1994 году).
Затем жил в Палестине, работал строительным рабочим, был активистом, а с 1929 года секретарём профсоюза строительных рабочих, входил в рабочий совет Тель-Авива. Кроме того, в 1930 года вошёл в число руководителей спортивного общества Хапоэль. В 1931 года отправился в Париж для обучения инженерному делу, работал на строительстве парижского метро. В 1935 года вернулся в СССР, работал на строительстве Московского метрополитена.
В 1937 года репрессирован. 2 февраля 1938 года Осо́бым совеща́нием (ОСО) при НКВД СССР обвинен по «литерной» статье КРТА (контрреволюционная троцкистская агитация), приговорён к 5 годам лишения свободы.
По воспоминаниям самого Минца:

Меня обвинили в контрреволюционной деятельности, в том, что я был заслан в СССР как эмиссар Сохнута и располагал агентами в разных городах Советского Союза… что нелегально переходил границу с Польшей для создания сионистских связей. Судило Особое совещание. Дали пять лет лагерей и вечное поселение в районе Воркуты.

10 марта 1938 года прибыл этапом на Воркуту. 2 марта 1943 года освобожден из лагеря без права покинуть Воркуту. Этот период жизни Минц описал в своей книге на иврите «Гиблые снега», вышедшей в Израиле в 1982 году.
До 1956 года Минц находился в районе Воркуты и лишь в 1963 года получил возможность вернуться в Москву. В конце 1968 года он принял активное участие в формировании движения евреев за выезд из СССР — прежде всего, как учитель иврита, официальное преподавание которого не практиковалось. Перевёл с иврита на русский язык для распространения в самиздате ряд книг, посвящённых формированию еврейского патриотизма: «Шесть дней Яд-Мордехая» Маргарет Ларкин (об обороне кибуца Яд-Мордехай во время Войны за независимость), сборник статей об истории театра «Габима», романы К. Цетника о Холокосте «Часы над головой» и «Дом кукол», «Дневник воспоминаний» соратника Минца по преподаванию иврита Цви Прейгерзона. Часть этих переводов в дальнейшем была издана в Израиле.
Репатриировался в 1973 году. Печатал статьи на русском языке и иврите, опубликовал книгу воспоминаний (1982).